# Scamboneura subtransversa
Scamboneura subtransversa är en tvåvingeart som beskrevs av Alexander 1931. Scamboneura subtransversa ingår i släktet Scamboneura och familjen storharkrankar. Inga underarter finns listade i Catalogue of Life.